# La Romagne (Ardenes)
La Romagne és un municipi francès situat al departament de les Ardenes i a la regió del Gran Est. L'any 2007 tenia 122 habitants.

## Demografia

### Població
El 2007 la població de fet de La Romagne era de 122 persones. Hi havia 52 famílies de les quals 12 eren unipersonals (4 homes vivint sols i 8 dones vivint soles), 20 parelles sense fills, 12 parelles amb fills i 8 famílies monoparentals amb fills.
La població ha evolucionat segons el següent gràfic:
Habitants censats

### Habitatges
El 2007 hi havia 66 habitatges, 52 eren l'habitatge principal de la família, 8 eren segones residències i 7 estaven desocupats. 65 eren cases i 1 era un apartament. Dels 52 habitatges principals, 49 estaven ocupats pels seus propietaris i 3 estaven llogats i ocupats pels llogaters; 1 tenia dues cambres, 2 en tenien tres, 13 en tenien quatre i 36 en tenien cinc o més. 41 habitatges disposaven pel capbaix d'una plaça de pàrquing. A 23 habitatges hi havia un automòbil i a 22 n'hi havia dos o més.

### Piràmide de població
La piràmide de població per edats i sexe el 2009 era:
| Homes | Edats   | Dones |
| ----- | ------- | ----- |
| 0     | 95 o +  | 0     |
| 0     | 90 a 94 | 0     |
| 0     | 85 a 89 | 4     |
| 4     | 80 a 84 | 0     |
| 4     | 75 a 79 | 8     |
| 4     | 70 a 74 | 4     |
| 4     | 65 a 69 | 0     |
| 0     | 60 a 64 | 0     |
| 8     | 55 a 59 | 0     |
| 8     | 50 a 54 | 12    |
| 4     | 45 a 49 | 0     |
| 0     | 40 a 44 | 0     |
| 0     | 35 a 39 | 0     |
| 8     | 30 a 34 | 0     |
| 4     | 25 a 29 | 4     |
| 4     | 20 a 24 | 0     |
| 0     | 15 a 19 | 4     |
| 0     | 10 a 14 | 4     |
| 0     | 5 a 9   | 0     |
| 4     | 0 a 4   | 4     |

## Economia
El 2007 la població en edat de treballar era de 73 persones, 50 eren actives i 23 eren inactives. De les 50 persones actives 45 estaven ocupades (24 homes i 21 dones) i 5 estaven aturades (3 homes i 2 dones). De les 23 persones inactives 6 estaven jubilades, 3 estaven estudiant i 14 estaven classificades com a «altres inactius».

### Ingressos
El 2009 a La Romagne hi havia 55 unitats fiscals que integraven 136,5 persones, la mediana anual d'ingressos fiscals per persona era de 13.497 €.

### Activitats econòmiques
Dels 2 establiments que hi havia el 2007, 1 era d'una empresa de comerç i reparació d'automòbils i 1 d'una empresa de serveis.
L'únic establiment comercial que hi havia el 2009 era una botiga de roba.
L'any 2000 a La Romagne hi havia 8 explotacions agrícoles que ocupaven un total de 240 hectàrees.

## Poblacions més properes
El següent diagrama mostra les poblacions més properes.